# Alison Carroll
Alison Carroll   (Croydon, 21 de maig de 1985) és una gimnasta, model i actriu anglesa. Ha estat el model oficial de Lara Croft des d'agost de 2008.

## Biografia
Alison Carroll va néixer al barri de Croydon, Londres, a Anglaterra.
Es va formar a la «Urdang Academy in Musical Theatre» i es va graduar el 2007. Ha representat a la Gran Bretanya com gimnasta professional i s'ha presentat davant el príncep Carles. També va ser entrenadora de gimnàstica per a nens, i va fer la coreografia de l'equip juvenil guanyadora del Campionat Nacional Britànic.
Des de 2007 ha estat una actriu registrada.
Des de 2007, Carroll ha estat una actriu registrada. L'agost de 2008, quan treballava com a recepcionista al club de golf, es va anunciar que Carroll seria la nova model Lara Croft pel darrer vídeojoc representant la heroïna, Tomb Raider: Underworld. Carroll va substituir Karima Adebibe, que es va retirar d'aquest paper a principis de l'any. Carroll va ser-ho fins al 2010.
És el primer modela de Lara Croft amb competències en gimnàstica.

## Filmografia
- 2009: Doghouse: l'adolescent
- 2010: Life is any Art: Clara Jones
- 2010: The Kid: Clare
- 2011: Amsterdam Heavy: Monique Lander
- 2011: Love+1: La dona
- 2011: Misconnect: Jess
- 2011: Claustrofobia: Lady
- 2012: Amina: Lucy
- 2014: Inspektor Jurat: Louise
- 2014: Devil's Tower: Fiona
- 2015: Gridiron UK: Jenny[6]
- 2016: Swipe Right Horror: Michelle